# Kyle Vanden Bosch
Kyle Dale Vanden Bosch (* 17. November 1978 in Larchwood, Iowa) ist ein ehemaliger US-amerikanischer American-Football-Spieler auf der Position des Defensive Ends. Vanden Bosch spielte College Football an der University of Nebraska. In der National Football League (NFL) spielte er für die Arizona Cardinals, die Tennessee Titans und die Detroit Lions. Er wurde dreimal für den Pro Bowl nominiert.

## Karriere
2001 wurde er von den Arizona Cardinals in der zweiten Runde des NFL Drafts als 3. Spieler ausgewählt. Wegen Knieverletzungen verpasste er den Großteil seiner Rookiesaison sowie die gesamte Saison 2003. In den vier Jahren in Arizona gelangen ihm insgesamt lediglich vier Sacks. Vor der Saison 2005 unterschrieb Vanden Bosch einen Einjahresvertrag bei den Tennessee Titans. Er erzielte 12,5 Sacks – der viertbeste Wert der Liga – und wurde als Ersatz für den verletzten Jason Taylor erstmals in den Pro Bowl berufen. Daraufhin erhielt er einen neuen Vierjahresvertrag über 21 Millionen Dollar bei den Titans. Insgesamt erzielte er in fünf Jahren für die Titans 38,5 Sacks und wurde zwei weitere Male in den Pro Bowl gewählt.
Am 5. März 2010 wechselte Vanden Bosch als Free Agent zu den Detroit Lions. Vanden Bosch unterzeichnete einen Vierjahresvertrag über 26 Millionen Dollar mit den Lions. Am 5. Februar 2013 wurde der Vertrag mit den Lions aufgelöst.